# 颜懿廉

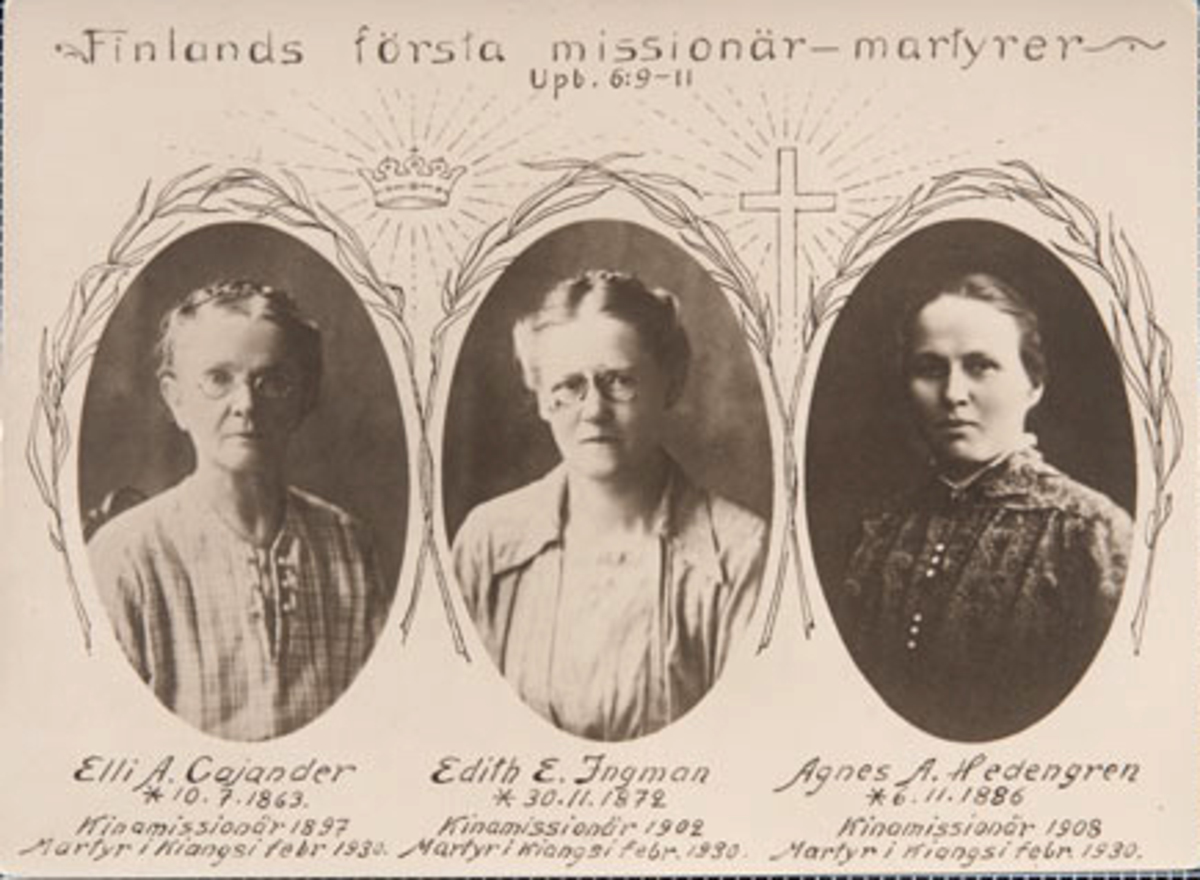
芬兰首批传教殉道士，中为颜懿廉

颜懿廉（1872年11月30日—1930年2月），姓名音译为埃迪特·埃乌妮卡·英曼，芬兰自由宣教会女宣教士。在中国江西省永新县兴办教育及宣教达27年之久。她性格率直开朗，勇敢坚强，在战乱中仍坚守本位。最后于1930年在江西省吉水县殉道。

## 家庭及早年生活
1872年11月30日埃迪特出生于芬兰泰烏瓦。父亲名为威廉·英曼（Wilhelm Ingman），是个牧师。母亲名为埃玛·奥蒂利娅·英曼（Emma Ottilia Ingman）。她是家中14个孩子中最小的，其中三个早已夭折。在埃迪特出生半年前饥荒就刚带走了两个孩子。埃迪特出生时母亲已经41岁，父亲已52岁了。
埃迪特两岁半时父亲去世，母亲一人带着11个孩子。幸好家里有一位自13岁起就住在他们家的帮佣汉娜（Hanna），犹如家庭成员一般。不久，全家迁往该区的首府城市瓦萨。母亲埃玛在汉娜的帮助下养家，并送孩子们上学，最终五个男孩成为了牧师（其中劳里·英曼后来担任过芬兰总理及成为芬兰总主教），一个男孩成为了教会乐师。埃迪特及一个姐姐学完后成为了教师。她在瓦萨私立芬兰语女校工作。1894年时她教历史、瑞典语、地理和体操等课程。
瓦萨当时有一群年轻的信教女教师，她们经常一起查经、讨论及祷告。这些人当中有几个后来由芬兰自由会差会派至中国传教：1897年时康月娥、1899年时安娜·埃尔斯特伦（Anna Ehrström，有中文文献称为爱姑娘，中文名可能是爱而慈）、1902年时的埃迪特（颜懿廉）。1901年时埃迪特的母亲去世，埃迪特不用再替母亲着想，于是就外出当传教士了。1909年席爱仁也抵达中国。

## 传教及办学
1903年颜懿廉到达中国后奉派至永新县宣教。永新宣教站先后有多名芬兰宣教士。1927年时只有康月娥、颜懿廉和席爱仁三位宣教士。她们的宣教工作重点是兴办教育，先后在永新设立了男校、女校和福音堂，并建立起一座具有相当规模的宣教中心。
1927年3月，国民革命军进占南京，接着发生了外侨被杀的“南京事件”。为了保护外侨的安全，欧美使领馆下令撤侨，许多西方宣教士也奉命撤到沿海城市。但颜懿廉、康月娥和席爱仁三位宣教士没有撤退，仍坚持留在永新工作。当时环境危险，一些极端分子想要抢夺她们的财产。她们还要设法和政府军周旋，不致宣教站的房子被征。同时尽量与军官们保持和睦关系，以争取他们的友善。在战乱中，男校仍然开课。但女校则暂时停课，因为她们无法保证女孩的安全。
永新地处国共两军争夺的要地。自1928年起，永新几经易手。宣教中心的房屋设施几近摧毁，颜懿廉她们不得不随当地百姓逃难。1929年10月，战事稍缓后，她们重返永新，打算重建福音站。但红军于11月27日重占永新。颜懿廉和康月娥二人再次逃离永新，抵达吉安，并与暂在吉安养病的席爱仁重聚。

## 遇难

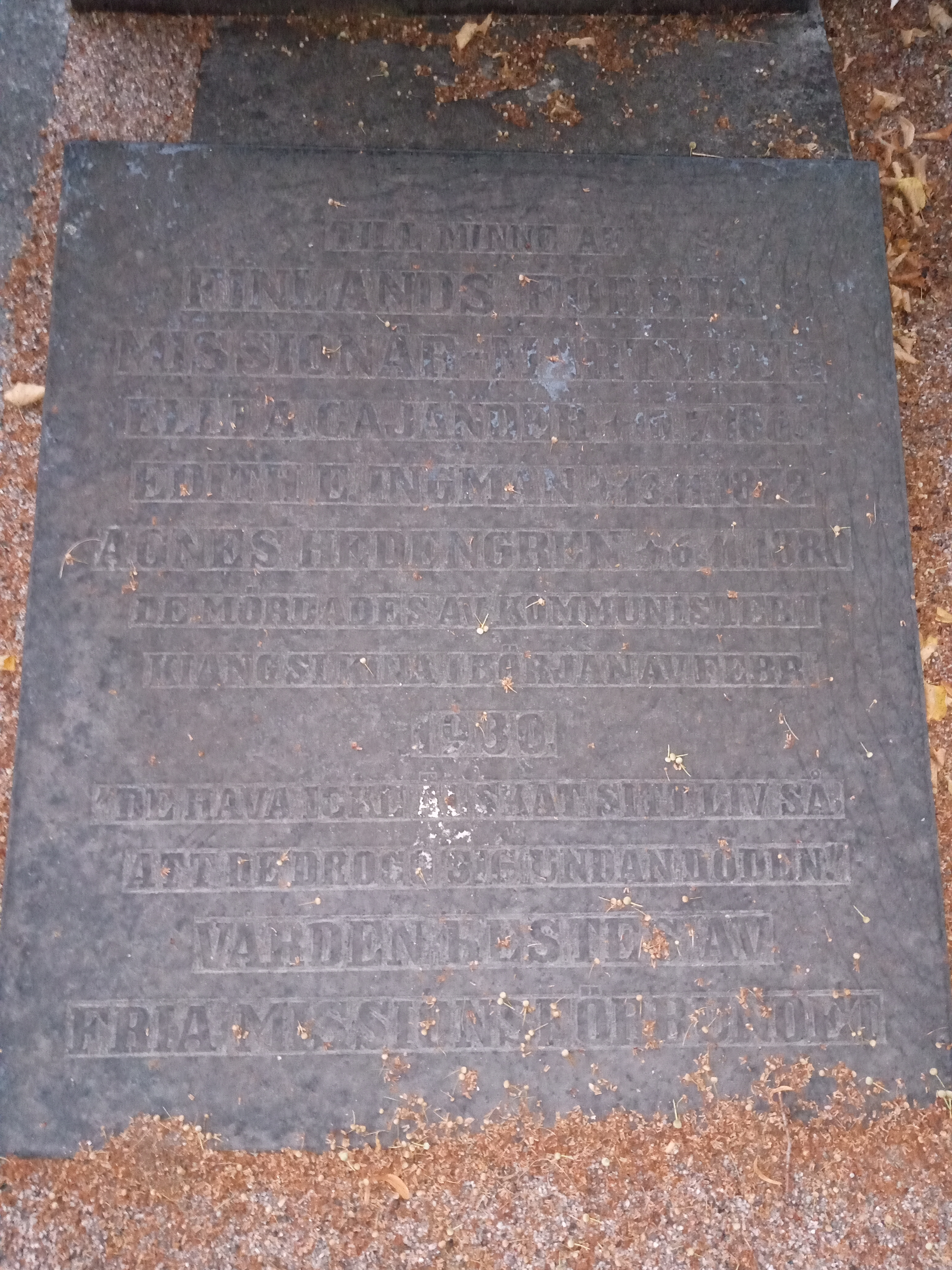
为三人设立的纪念牌，位于芬兰赫尔辛基希耶塔涅米墓园阿格内丝·梅耶尔的墓地上（V6-6-79）

1930年初，红军迫近吉安。颜懿廉、康月娥和席爱仁一起随大批难民向北逃难。2月3日，她们选择水路，乘船沿赣江北上，欲前往清江镇（今樟树）避难。却不幸在途中被红军发现而被捕。年迈的康月娥不堪忍受惊吓、冻馁与苦虐，在被捕三日后辞世。颜懿廉和席爱仁也随之先后被害。而据芬兰语维基，颜懿廉在1930年2月2日在一个寺庙里被害，第二天康月娥和席爱仁在同一地点被害。

## 事后
当三人被捕后，芬兰外交部和驻上海总领馆试图拯救无果。1930年3月10日传来宣教士被害的消息后，总领馆派人前往实地调查情况。据调查结果，三位宣教士在被捕之后不久就被害，尸体被扔入河里。
宣教士被害的消息当时在芬兰和中国都引起一些关注。在上海出版的《华北日报》在1930年5月24日刊登出爆炸式新闻，说该谋杀案是有人策划的。被害的传教士之一埃迪特·英曼（即颜懿廉）是芬兰前总理及在1930年任命为芬兰总主教劳里·英曼的妹妹。该报纸怀疑是苏联策划的谋杀。是莫斯科想要报复，因为劳里·英曼是“反共人士”和“苏联的对手”。芬兰总领事立即将剪报发至赫尔辛基，并认为他早先怀疑共产党在这次谋杀事件有牵连是正确的。该剪报也递交至劳里·英曼。但对于这个宣称并未得到证实。